# Vangstycke

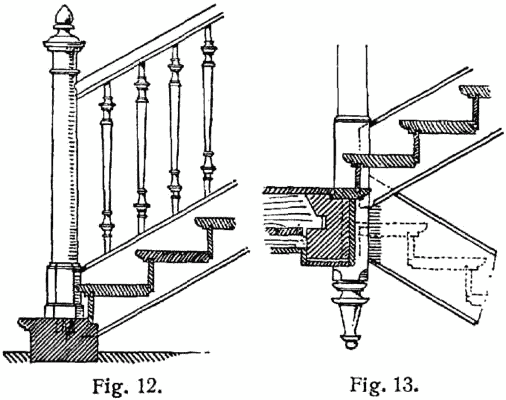
Ritning på vangstycken.

Vangstycke, vangel eller trappvang (från tyska "Treppenwange") är de sidostycken i en trappa på eller i vilka planstegen vilar och som alltså bildar trappans bärande stomme. Vangstyckena kan beroende på trappans utseende och konstruktion vara raka eller svängda. Planstegens ändar kan vara infällda i vangstyckets sida, ligga på lister fastsatta i vangstyckets sida eller ligga på kilformade klotsar fastsatta på vangstyckets kant.
Många trappor, till exempel spiraltrappor, har självbärande konstruktion och saknar då vangstycken.